# Natchez (nave passeggeri)
Il Natchez è un battello a vapore con propulsione a pale impiegato dal 1975 come nave passeggeri e battello turistico lungo il corso del fiume Mississippi.

## Descrizione
Il Natchez è un battello a vapore a ruota poppiero con sede a New Orleans, in Louisiana. Costruita nel 1975, a volte viene chiamata Natchez IX. È gestita dalla New Orleans Steamboat Company e attracca al Toulouse Street Wharf. Le gite di un giorno includono crociere nel porto e con cena lungo il fiume Mississippi. È modellato non sull'originale Natchez, ma sui battelli a vapore Hudson e Virginia. I suoi motori a vapore furono originariamente costruiti nel 1925 per il battello a vapore Clairton, da cui provenivano anche il sistema di governo e l'albero della ruota a pale. Dalla SS JD Ayres proveniva la sua campana di rame, fatta di 250 dollari d'argento fusi. La campana ha in cima una ghianda di rame che una volta era sull'Avalon, ora conosciuta come la Belle di Louisville, e sulla Delta Queen. Presenta anche un calliope a vapore, prodotto dalla Frisbee Engine Company, che ha 32 note. La ruota è in legno di quercia bianca e acciaio, misura 7,6 m per 25 piedi (7,6 m) e pesa 26 tonnellate. Il fischio proveniva da una nave che affondò nel 1908 sul fiume Monagabola. È stato lanciato da Braithwaite, in Louisiana. È lungo 265 piedi (81 m) e largo 46 piedi (14 m). Ha un pescaggio di sei piedi e pesa 1384 tonnellate. È fatto principalmente di acciaio, a causa delle regole della Guardia Costiera degli Stati Uniti. Nel 1982 il Natchez vinse la Great Steamboat Race, che si tiene ogni anno il mercoledì immediatamente prima del primo sabato di maggio, nell'ambito del Kentucky Derby Festival tenutosi a Louisville, Kentucky. Ha partecipato ad altre competizioni e non ha mai perso. Quelli che ha battuto includono la Belle di Louisville, la Delta Queen, la Belle di Cincinnati, la Regina americana e la Regina del Mississippi.